# Sandro Cabassi

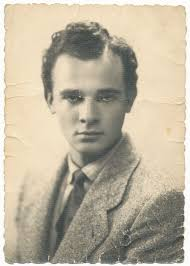
Alessandro Cabassi

Alessandro Cabassi, nome di battaglia "Franco" (Mantova, 12 settembre 1925 – Modena, 26 ottobre 1944), è stato un partigiano italiano.

## Biografia
Unico figlio di Emilio e Maria Podestà e parente di noti antifascisti (il nonno materno Gustavo Podestà venne allontanato dall'insegnamento nel 1929), con lo scoppio della guerra si rifugiò prima a Parma e quindi a Carpi con la famiglia per sfuggire alle persecuzioni del regime. Lì terminò il liceo classico e successivamente si iscrisse alla Facoltà di Chimica dell'Università di Modena. Dopo l'8 settembre 1943 entrò in contatto con i militanti del PCI e si trasferì a Modena per non creare ulteriori pericoli alla famiglia. Contro il volere del padre, il 10 novembre 1943 entrò nella Brigata "Grillo" prendendo il nome di battaglia "Franco", dove fu tra coloro che si impegnarono nell'organizzazione del Fronte della Gioventù alla cui segreteria chiamò la giovane partigiana Gabriella Rossi. Partecipò inoltre ad azioni della Squadre di azione patriottica (SAP) della Prima Zona. 
Venne catturato il 22 ottobre 1944 nei pressi di San Cataldo durante un rastrellamento fascista nella zona, inizialmente pensò di riuscire a convincere i fascisti che lo avevano arrestato a lasciarlo andare poiché aveva i documenti in regola e non aveva armi con sé, ma i repubblichini lo condussero ugualmente in "Accademia", dove aveva sede l’Ufficio politico investigativo della Guardia nazionale repubblicana, dove venne interrogato per ordine di Bruno Piva. Dopo lunghe torture, i fascisti lo portarono all'angolo fra l'attuale via Paolucci e via Cesari di Modena, «nei pressi del passaggio ferroviario delle Case Nuove, accanto al muro di cinta della fabbrica, anzi magazzini, della Società Petroli Italiana» per fucilarlo. 
Prima dell'esecuzione si rivolse al plotone d'esecuzione con «parole ardenti e fiere» che fecero desistere gli uomini incaricati di ucciderlo, così fu lo stesso Piva ad incaricarsi di sparargli.

## Memoria
Venuto a sapere dell'uccisione del figlio, a dicembre il padre Emilio entrò nel Comitato di Liberazione Nazionale di Carpi, assumendone la presidenza in rappresentanza della Democrazia Cristiana, e nei mesi successivi, grazie anche al suo impegno, il CLN riuscirà a svolgere un ruolo di vero e proprio governo del territorio carpigiano. Nel dopoguerra sia il padre che la madre si impegneranno nel ricordo del figlio, e alcuni anni dopo nel luogo della fucilazione venne eretto un monumento in ricordo del figlio. Nell'immediato dopoguerra gli venne conferita la laurea ad honorem in Chimica Industriale dall'Università di Modena, una società sportiva pugilistica prese il suo nome, il comune di Carpi gli intitolò lo stadio cittadino utilizzato dal Carpi Football Club 1909 e il comune di La Spezia gli intitolò una piazza. 
Nel 1975 la Società Polisportiva Centro Storico di Modena insieme alla Federazione Comunista modenese, in occasione del trentesimo anniversario della Liberazione, dedicarono a Sandro Cabassi un monumento e una lapide muraria collocati nel cortile di accesso alle strutture ricreative.
Nel 1955 la Federazione modenese del Partito comunista italiano promosse la costruzione della "Casa della gioventù democratica e patriottica modenese Sandro Cabassi", dove i giovani avrebbero potuto «studiare, formarsi una cultura, praticare lo sport, divertirsi». L’edificio venne terminato nel 1957 e nella parete d'ingresso venne inaugurata una nuova lapide alla memoria di Sandro Cabassi. Nel 1970, infine, venne concessa alla sua memoria la Medaglia d’argento al valor militare.
Il 25 aprile 2020, con le commemorazioni legate alla Liberazione sospese a causa della pandemia di COVID-19, nottetempo ignoti hanno divelto la lapide dedicata a Sandro Cabassi nel luogo della sua fucilazione, accadimento che spinse il Magnifico Rettore dell'Università di Modena - prof. Carlo Adolfo Porro - a dichiarare: «E' molto triste che in un giorno in cui tutti stiamo soffrendo le restrizioni della libertà di movimento per le misure di prevenzione contro la diffusione del coronavirus qualcuno trovi modo di aggirarle per rendersi responsabile di un gesto tanto ignobile. Condanniamo con fermezza l’accaduto e continueremo ad onorare la memoria del giovane studente universitario che diede la vita per la libertà del nostro paese». Anche il sindaco di Modena Gian Carlo Muzzarelli nell'occasione condannò l'accaduto dichiarando: «È l’ennesimo vile gesto di spregio alla memoria della Resistenza e della Liberazione, e ci auguriamo siano presto individuati i colpevoli. I volontari si sono già impegnati per ripristinare il luogo, un simbolo della democrazia conquistata».